# 计氏宗祠
计氏宗祠，是位于中国安徽省合肥市肥东县石塘镇中计村的一个清代古建筑，2017年入选第七批肥东县文物保护单位。
计氏宗祠始建于清朝乾隆年间，占地2000平方米，建筑面积241平方米，二进五开间，带有16间厢房，祠身为风火山墙，梁架风格粗犷，柱上绘有较精美的山水画图案，木雕亦较为精细。2002年有重修。